# Megachile minima
Megachile minima là một loài Hymenoptera trong họ Megachilidae. Loài này được Ashmead mô tả khoa học năm 1900.